# Alice White

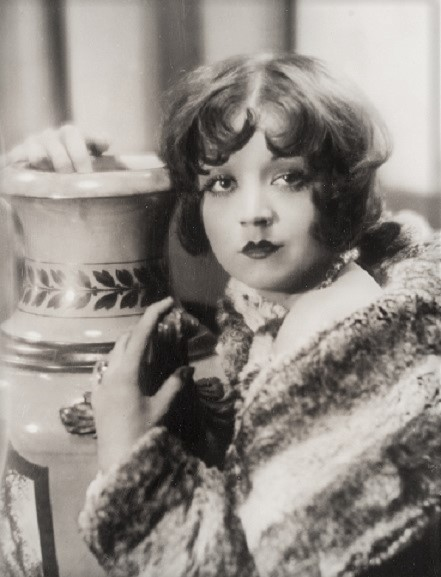
Alice White, 1928 (Fotografie von Harold Dean Carsey)

Alva „Alice“ White (* 25. August 1904 in Paterson, New Jersey; † 19. Februar 1983 in Los Angeles, Kalifornien) war eine US-amerikanische Schauspielerin, die in ihrer von 1927 bis 1949 andauernden Karriere in mehr als 40 Stumm- und Tonfilmen zu sehen war. Bekanntheit erlangte sie 1927 durch ihre Rolle in Das Liebesleben der schönen Helena.

## Leben
Alice White war das einzige Kind der Schauspielerin Marian Alexander und Audler White, die sich kurz nach der Geburt des gemeinsamen Kindes trennten. Ihre Mutter starb im Juli 1915, als White zehn Jahre alt war. Sie wuchs daher bei ihren Großeltern mütterlicherseits in ihrer Geburtsstadt Paterson auf, wo sie auch zur Schule ging. Später besuchte sie eine Schule in East Orange.
Nach Abschluss ihrer schulischen Laufbahn wurde White Sekretärin und Script Supervisor des Regisseurs Josef von Sternberg. Nach einem Streit mit von Sternberg wurde White Sekretärin bei Charlie Chaplin, durch den sie ihre ersten Rollen und einen Vertrag bei Warner Brothers erhielt.
Whites Filmdebüt war 1927 im Stummfilm-Drama The Sea Tiger. Bekanntheit erlangte sie im selben Jahr in Das Liebesleben der schönen Helena. Nach weiteren kleineren Rollen erhielt sie 1928 die Hauptrolle der Dixie Dugan in der Tragikomödie Show Girl, ebenfalls noch ein Stummfilm. 1930 war White in derselben Rolle in der Fortsetzung Showgirl in Hollywood zu sehen, wobei es sich nun bereits um einen Tonfilm handelte. Bereits im Jahr zuvor hatte sie Hauptrollen in den Tonfilmen The Girl from Woolworth’s und Broadway Babies gespielt, wobei letzterer zu den ersten produzierten Filmmusicals zählt.
Nach weiteren Filmrollen beendete White 1931 ihre Karriere für längere Zeit, um Schauspielunterricht zu nehmen. 1933 kehrte sie nach Hollywood zurück. Kurze Zeit später geriet sie durch eine offen gelegte Affäre mit dem Schauspieler John Warburton und dem Filmproduzenten Sy Bartlett in einen Skandal. Obwohl White noch im selben Jahr Bartlett heiratete, erhielt sie nach diesem Vorfall keine großen Filmangebote und musste sich fortan mit Nebenrollen begnügen. Als anderer Grund für den Niedergang von Whites Filmkarriere wird ein finanzieller Disput zwischen ihr und dem Filmstudio genannt, durch den sie in die Missgunst der Produzenten fiel. So beklagte sich White in einem späteren Interview, dass sie ein Star war, jedoch wie ein Statist bezahlt wurde. Zu ihren wenigen Hauptrollen nach dieser Zeit zählt die der Didi Bonfee im 1934 erschienenen Horrorfilm Secret of the Chateau an der Seite von Claire Dodd. Beide Schauspielerinnen waren „Leihgaben“ von Warner Brothers an die Universal Studios. Ihre letzte Rolle spielte White 1949 in Die Straße der Erfolgreichen, anschließend beendete sie ihre Filmkarriere und arbeitete wieder als Sekretärin.
Alice White und Sy Bartlett ließen sich 1937 scheiden. 1941 heiratete sie den Drehbuchautor Jack Roberts. Diese Ehe wurde 1949 ebenfalls geschieden. White lebte weiterhin in Los Angeles, wo sie am 19. Februar 1983 im Alter von 78 Jahren an den Folgen eines Schlaganfalls starb. White besitzt keine Grabstätte, Ihr Leichnam wurde eingeäschert und auf See verstreut.
Für ihre Verdienste als Schauspielerin erhielt Alice White einen Stern auf dem Hollywood Walk of Fame auf Höhe der 1511 Vine Street.

## Filmografie (Auswahl)
- 1927: Spanisches Blut (The Sea Tiger)
- 1927: Breakfast at Sunrise
- 1927: Das Liebesleben der schönen Helena (The Private Life of Helen of Troy)
- 1927: Was eine schöne Frau begehrt (The American Beauty)
- 1927: The Dove
- 1928: Gentlemen Prefer Blondes
- 1928: Mad Hour
- 1928: The Big Noise
- 1928: Show Girl
- 1928: Naughty Baby
- 1929: Hot Stuff
- 1929: Broadway Babies
- 1929: The Girl from Woolworth’s
- 1929: The Show of Shows
- 1930: Playing Around
- 1930: Showgirl in Hollywood
- 1930: Sweet Mama
- 1930: The Widow from Chicago
- 1931: The Naughty Flirt
- 1933: Employees’ Entrance
- 1933: Der Mann mit der Kamera (Picture Snatcher)
- 1933: Hotel auf dem Ozean (Luxury Liner)
- 1934: Ein feiner Herr (Jimmy the Gent)
- 1934: A Very Honorable Guy
- 1934: Gift of Gab
- 1934: Secret of the Chateau
- 1935: Coronado
- 1937: Big City
- 1938: Annabel Takes a Tour
- 1938: King of the Newsboys
- 1941: The Night of January 16th
- 1949: Die Straße der Erfolgreichen (Flamingo Road)